# Celltal

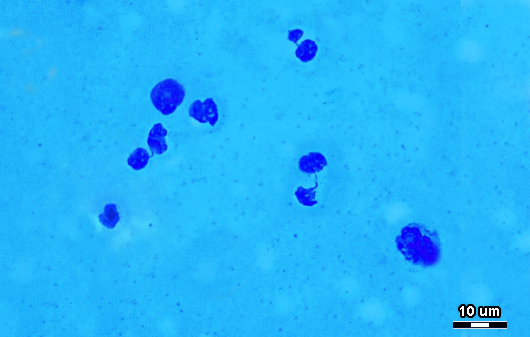
celler färgade mörkblåa

Celltal är ett begrepp som används inom mjölkproduktion och som står för antal celler per milliliter mjölk. Dessa celler är i huvudsak olika vita blodkroppar vilka kan användas som en indikator för mjölkkons hälsotillstånd i juvret. Den övre gränsen för ett friskt juver anses gå vid ungefär 400 000 celler medan kor med akut mastit kan ha över hundra miljoner celler. Gränsen för när mjölken visuellt ser dålig ut, blir "flockig", går vid några enstaka miljoner celler per milliliter.
Kornas mjölk blandas i producentens mjölktank. Vid hämtning tar mejeriet mjölkprov som bland annat används för att beräkna den levererade mjölkens celltal. Vanligen används prissystem som premierar duktiga mjölkproducenter med låga celltal, medan det blir avdrag på mjölkpriset om talen är för höga.